# Mathias Barz
Mathias Barz (* 30. August 1895 in Düsseldorf; † 19. Oktober 1982 in Margraten, Niederlande) war ein deutscher Kunstmaler und gehörte zu den im Nationalsozialismus als verfemt verfolgten Künstlern.

## Leben

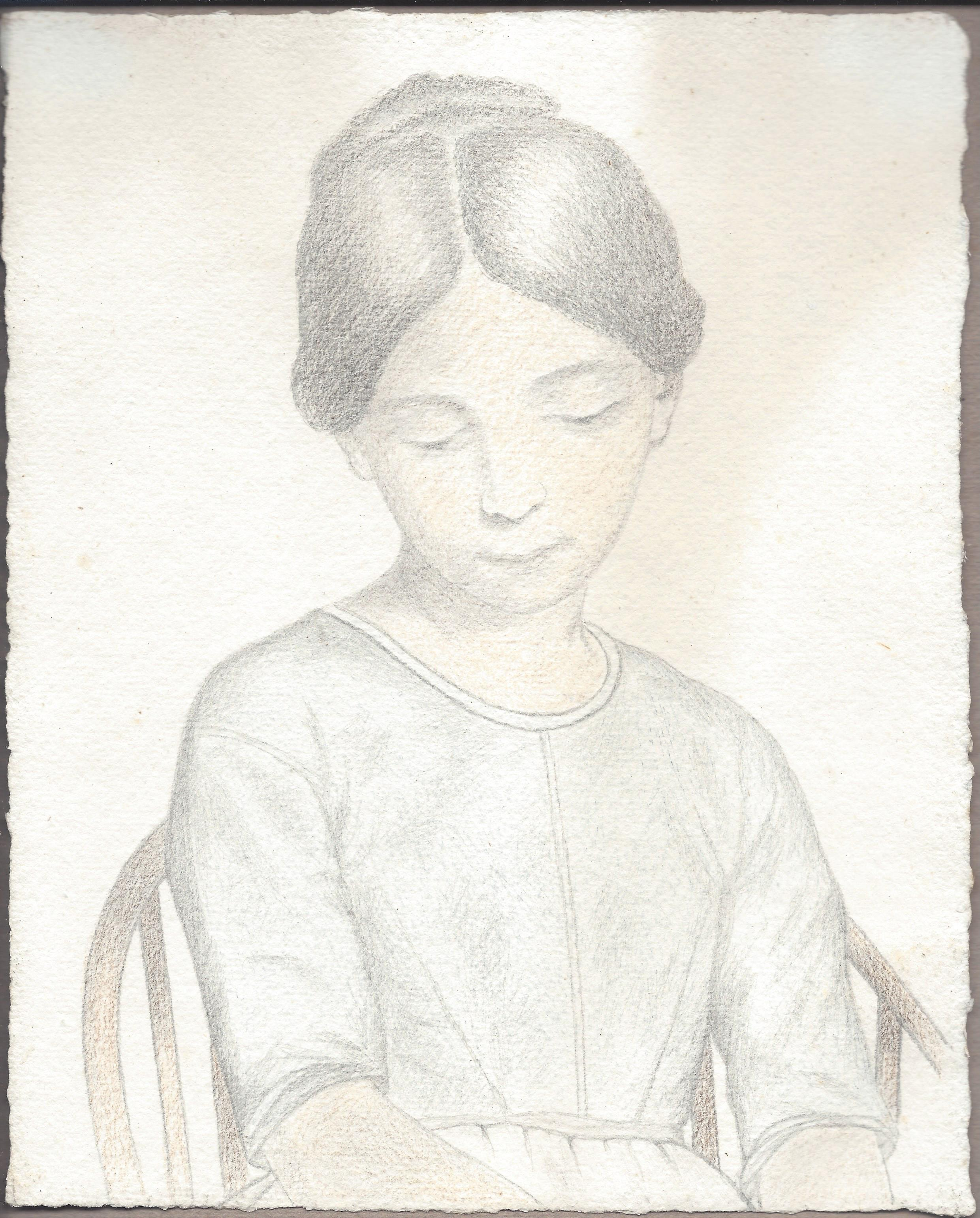
Hilde Barz (Mathias Barz Buntstiftzeichnung 1937)

Mathias Barz wuchs in einem streng katholischen Elternhaus auf und studierte an der Kunstakademie Düsseldorf. Von 1910 bis 1914 gehörte er zusammen mit Otto Pankok zu den Malern, die regelmäßig in der Kaffeestube von Johanna „Mutter“ Ey verkehrten, und ab 1920 waren es diese beiden, die den eigentlichen Ey-Kreis begründeten. 1919 war er nach einer Antikriegsdemonstration in die KPD eingetreten, für die er viele Werke schuf. Im gleichen Jahr schloss er sich dem „Jungen Rheinland“ an. 1928 war er Mitbegründer der „Rheinischen Sezession“. 1929 heiratete er die jüdische Schauspielerin Hilde (Brunhilde) Stein (1896–1965). 1930 wurde er Mitglied in der Assoziation revolutionärer bildender Künstler. Die Stadt Nürnberg verlieh ihm 1932 den Albrecht-Dürer-Preis.
Noch vor der ersten Bücherverbrennung in Berlin brannten „auf dem Marktplatz in Düsseldorf bereits Bilder und Bücher, darunter das große Anti-Kriegsbild von Mathias Barz ‚Die 15. Station‘, das 1924 bei Johanna Ey ausgestellt war“, sowie zwei weitere seiner Bilder. 1935 wurde er mit Berufsverbot belegt. 1937 wurden in der Aktion „Entartete Kunst“ aus der Städtischen Galerie Nürnberg sein Tafelbild Eifellandschaft mit Regenbogen (1931) und aus den Kunstsammlungen der Stadt Düsseldorf Bildnis dreier Kinder (Öl auf Leinwand, 1926) beschlagnahmt. Ersteres ging 1939 zur „Verwertung“ auf dem Kunstmarkt an den Kunsthändler Bernhard A. Böhmer. Sein Verbleib ist ungeklärt. Das Kinderbild wurde vernichtet. Im September 1944 erhielt seine Frau Hilde den Befehl, sich im Düsseldorfer Schlachthof zu melden, weil sie Halbjüdin war. Barz tauchte daraufhin mit seiner Frau, die dadurch knapp der Verschleppung in ein Konzentrationslager entging, in der Eifel unter. „In den letzten acht Monaten wechselten wir wie gehetzte Hunde von einem Versteck zum anderen. Die längste Zeit, zwei Monate, verbrachten wir bei Otto Pankok“ und seiner Frau Hulda in ihrem Haus in Pesch bei Münstereifel. Anschließend fanden die beiden Unterschlupf bei dem katholischen Pfarrer Joseph Emonds in Kirchheim, der sie selbst dann noch verbarg, als kurz vor Kriegsende in seinem Haus ein kleiner Stab der Waffen-SS untergebracht war.
Nach 1945 arbeitete er wieder in Düsseldorf, unter anderem an sozialkritischen Themen. 1973 übersiedelte er nach Terneuzen in die Niederlande.

## Erinnerungsort Alter Schlachthof
Februar 2016 wurde auf dem Campus der Hochschule Düsseldorf, dem ehemaligen Deportationsort Schlacht- und Viehhof Düsseldorf der Erinnerungsort Alter Schlachthof eröffnet. Die Gedenkstätte erinnert auch in Text und Bild an das Ehepaar und ihre Retter.

## Werke (Auswahl)
- Die 15. Station, 1924 (1933 vernichtet)
- Judenviertel in Antwerpen, 1932, Öl auf Leinwand
- Inferno. Christus am Kreuz mit in den Tod getriebenen Juden, 1946, Öl auf Holz
- Johanna Ey 83 Jahre, Öl auf Pappe
- Frühling in Kaiserswerth – Katze auf der Balustrade, Öl auf Leinwand
- Waldstück, Farblithographie